# Штеффен Боґс
Штеффен Боґс (нім. Steffen Bogs, 8 жовтня 1965) — німецький академічний веслувальник.
Бронзовий призер Олімпійських Ігор 1988 року в складі парної четвірки.